# Asterostigma luschnathianum
Asterostigma luschnathianum är en kallaväxtart som beskrevs av Heinrich Wilhelm Schott. Asterostigma luschnathianum ingår i släktet Asterostigma och familjen kallaväxter. Inga underarter finns listade.